# اصطناع إستر المالونيك
اصطناع إستر المالونيك هو تفاعل كيميائي تتم فيه عملية ألكلة على إسترات حمض المالونيك (مثل مالونات ثنائي الإيثيل) وذلك على الكربون ألفا المجاور لمجموعتي الكربونيل؛ ثم تلي العملية التحويل إلى حمض أسيتيك (حمض خليك) مستبدل.
من إحدى مساوئ هذا التفاعل هو أن إمكانية الحصول على منتجات ذات ألكلة ثنائية، مما يصعّب من فصل المنتجات عن بعضها ويقلل من المردود.

## الآلية
تتم عملية نزع بروتون من الكربون ألفا المجاور لمجموعتي الكربونيل بواسطة قاعدة كيميائية قوية، ثم يخضع الأنيون الكربوني (الكربانيون) الناتج إلى استبدال محب للنواة على هاليد الألكيل للحصول على المركب الألكيلي. يؤدي التسخين لاحقاً إلى حدوث تفاعل نزع كربوكسيل مما يعطي بالنهاية حمض أسيتيك مستبدل بالمجموعة R المطلوبة.
غالباً ما تستخدم الاسترات الإيثيلية في هذا التفاعل الممزوجة بمركب إيثوكسيد الصوديوم ذي الصفة القاعدية، مما يمنع حدوث تفاعل أسترة تبادلية. 

## اقرا أيضاً
- حمض المالونيك